# Кухта, Татьяна Александровна
Татья́на Алекса́ндровна Ку́хта (род. 13 июня 1990 года, Верхолесье) — белорусская гребчиха (академическая гребля), трёхкратная чемпионка Европы, победительница и призёр этапов Кубка мира, молодёжных и республиканских регат. На соревнованиях представляет Брестскую область, мастер спорта международного класса. Член сборной Беларуси с 2008 года, участница Олимпийских игр 2016 года в заездах парных двоек.

## Биография
Татьяна Кухта родилась 13 июня 1990 года в деревне Верхолесье Кобринского района Брестской области. В детстве ходила в легкоатлетическую секцию, в течение четырёх лет выступала в такой дисциплине как метание диска, тем не менее, существенных достижений здесь не добилась и решила сменить вид спорта. Активно заниматься академической греблей начала в возрасте 17 лет, проходила подготовку в брестском училище олимпийского резерва и в брестском областном центре олимпийского резерва по гребле, тренировалась под руководством тренеров А. Н. Попенко и В. В. Синельщикова.
Первого серьёзного успеха добилась в 2008 году, когда выиграла бронзовую медаль на молодёжном чемпионате мира в Австрии и благодаря череде удачных выступлений удостоилась права защищать честь страны на взрослом чемпионате Европы в Афинах, где взяла бронзу в зачёте распашных восьмиместных экипажей с рулевой и в зачёте безрульных распашных двоек. Год спустя в парных четвёрках была четвёртой на этапе Кубка мира в швейцарском Люцерне и восьмой на чемпионате мира в польской Познани, кроме того, в парных двойках одержала победу на молодёжном чемпионате мира в чешском городе Рачице и финишировала пятой на домашнем европейском первенстве в Бресте. Ещё через год закрыла десятку сильнейших на этапе мирового кубка в Швейцарии, в двойках добыла бронзу на молодёжном чемпионате мира и пришла к финишу четвёртой на чемпионате Европы в португальском Монтемор-у-Велью.
В 2011 году Кухта поучаствовала во всех трёх этапах Кубка мира и на двух из них стала бронзовым призёром программы женских парных двоек. На молодёжном чемпионате мира в Голландии заняла в той же дисциплине шестое место, на взрослом мировом первенстве, прошедшем на Бледском озере в Словении, 17-е. При этом на чемпионате Европы в болгарском Пловдиве выиграла серебряную медаль в распашных восьмёрках с рулевой и показала шестой результат в парных двойках. На чемпионате Европы 2012 года в итальянском Варезе вместе с напарницей Екатериной Шлюпской завоевала золотую медаль в парных двойках и была четвёртой в распашных восьмёрках. Выиграла бронзу на молодёжном чемпионате мира в Литве, на этапе Кубка мира в Люцерне стала пятой. Также в восьмёрках пыталась пройти отбор на летние Олимпийские игры в Лондоне, однако в квалификационном заезде показала третье время.
На чемпионате Европы 2013 года в испанской Севилье Кухта финишировала в восьмёрках четвёртой, остановившись в шаге от пьедестала, при этом на чемпионате мира в корейском Чхунджу дошла только до утешительного финала «Б» и расположилась в итоговом протоколе на десятой строке. Будучи студенткой, выступила на летней Универсиаде в Казани, откуда привезла награду серебряного достоинства, выигранную в зачёте парных двоек. В следующем сезоне во второй раз получила титул чемпионки Европы, одержав победу на соревнованиях в сербском Белграде — при этом её партнёршами помимо Шлюпской были знаменитая Екатерина Карстен и Юлия Бичик.
Имеет высшее образование, окончила Белорусский государственный университет физической культуры, где обучалась на факультете физической культуры. За выдающиеся спортивные достижения удостоена почётного звания «Мастер спорта Республики Беларусь международного класса».